# 芦川貫一郎
芦川 貫一郎（あしかわ かんいちろう　1850年代? - 1927年）は、日本の地方政治家。稲城村の村長を務めた。
稲城村の村長の中で唯一、肖像画が存在しない。

## 来歴
神奈川県南多摩郡大丸村出身。1889年に稲城村制執行の際、初代収入役に就任する
。1897年1月20日に村長になるも、同年10月22日に病気のため辞任。その後も村会議員を務め、1921年に引退した。
1927年に亡くなったとされる。